# Yoshinori Suzuki
Yoshinori Suzuki (鈴木 義宜 Suzuki Yoshinori?, nacido el 11 de septiembre de 1992 en Miyazaki) es un futbolista japonés que juega como defensa en el Kyoto Sanga F. C. de la J1 League.

## Trayectoria

### Clubes
| Club              | País  | Año       |
| ----------------- | ----- | --------- |
| Oita Trinita      | Japón | 2015-2020 |
| Shimizu S-Pulse   | Japón | 2021-2023 |
| Kyoto Sanga F. C. | Japón | 2024-     |